# 包合物

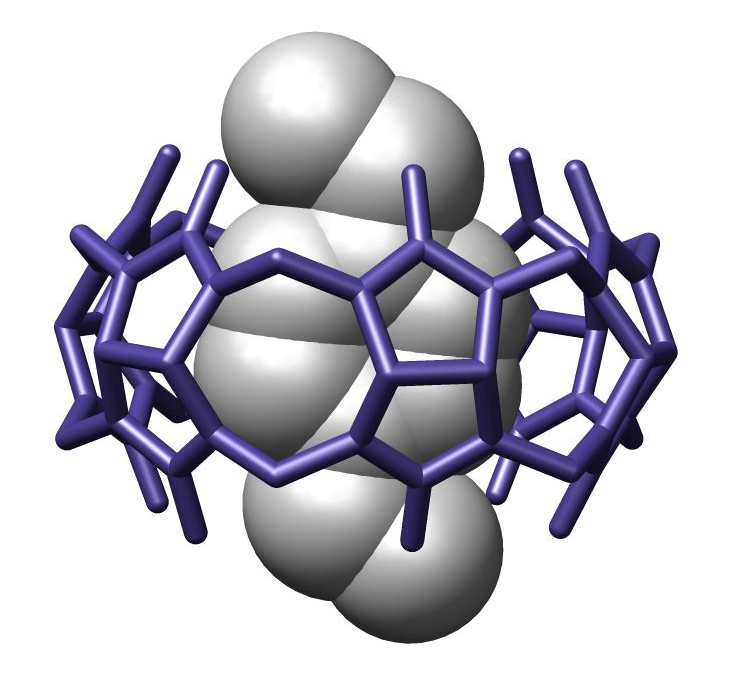
以對亞二甲苯二胺與葫蘆脲的結合為例。
Crystallogr. B, 1984, 382-387.

在主客化學中，包合物是指由兩個化合物結合而成的一個複合物，其中一個化合物（主）形成一個空腔，而空腔裡面存在另一個化合物（客）。包合物的定義很明確，由化合物（主）晶體內提供一個由中間分子組成且符合化合物（客）的通道。若是化合物（主）晶體的內空間全面地封鎖住時，使化合物（客）看起來就好像被關在籠子內的樣子，也就是所謂的絡合物。

## 環糊精包含物
環糊精和二茂鐵間的包合物，當環糊精與二茂鐵化合物以2:1的比例置於水中沸騰兩天後，再放置室溫下十小時，就會形成橘黃色晶體。以X射線衍射法分析此晶體，可發現比例為4:5的包合物，有四個二茂鐵分子在四個環糊精分子的空腔中，而第五個二茂鐵分子則夾在兩層的二茂鐵-環糊精雙聚合物之間。

環糊精也可以與具有芳香性的分子形成包合物，形成包合物後芳香分子的蒸氣壓會降低，而在光下和空氣中會變得比較穩定。當此包合物與紡織品混合時，因為緩釋作用，而使芳香分子可持久結合於紡織品上。